# آدنرید (پنسیلوانیا)
آدنرید (به انگلیسی: Audenried) یک منطقهٔ مسکونی در ایالات متحده آمریکا است که در پنسیلوانیا واقع شده است. آدنرید ۵۲۳٫۰۴ متر بالاتر از سطح دریا واقع شده است.